# غواراميريم
غواراميريم بلدية في ولاية سانتا كاتارينا في المنطقة الجنوبية من البرازيل.

## أعلام
- خوليو سيزار لاعب كرة قدم